# Scabiosa africana
Scabiosa africana är en tvåhjärtbladig växtart som beskrevs av Carl von Linné. Scabiosa africana ingår i släktet fältväddar, och familjen Dipsacaceae. Inga underarter finns listade i Catalogue of Life.

## Bildgalleri

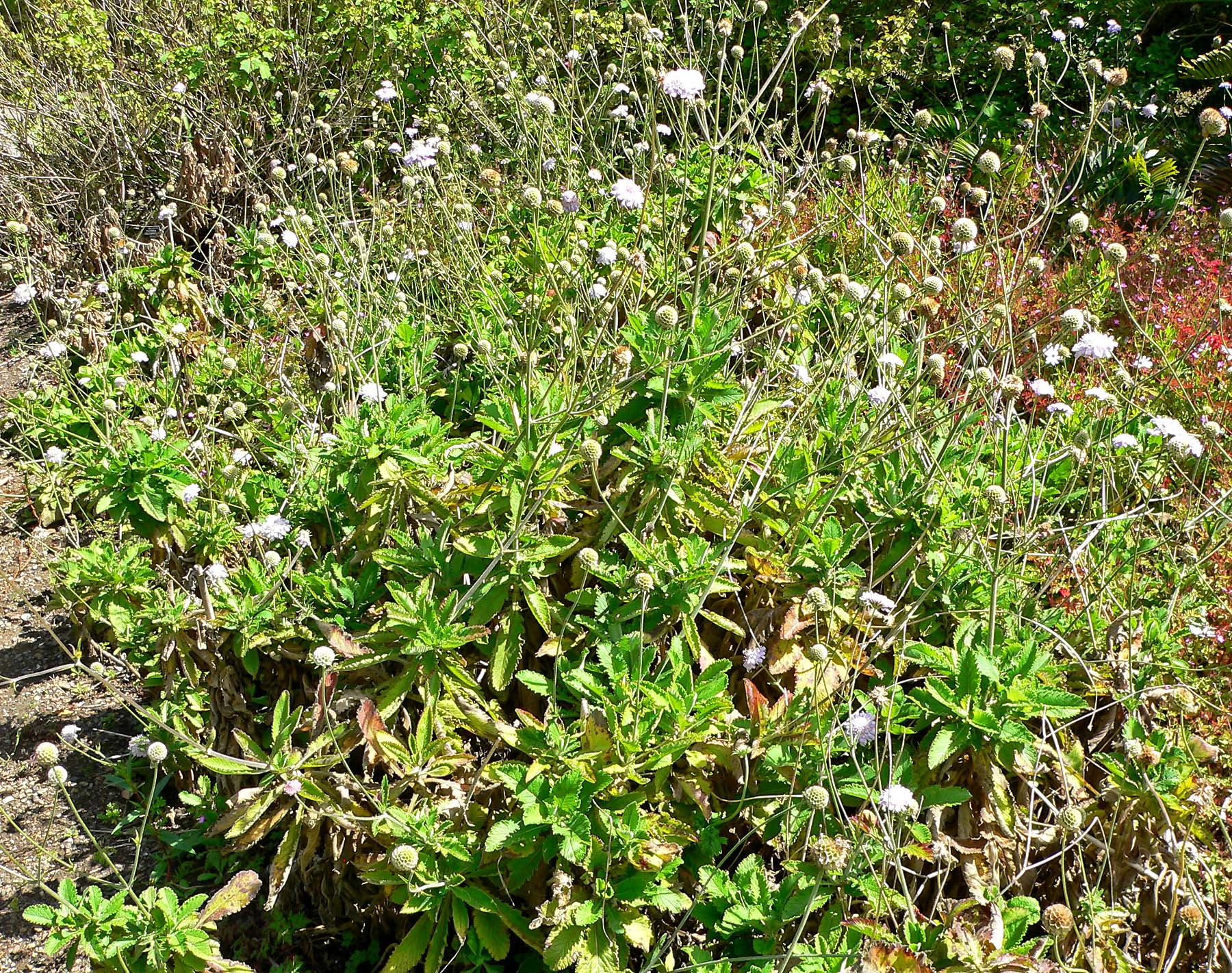
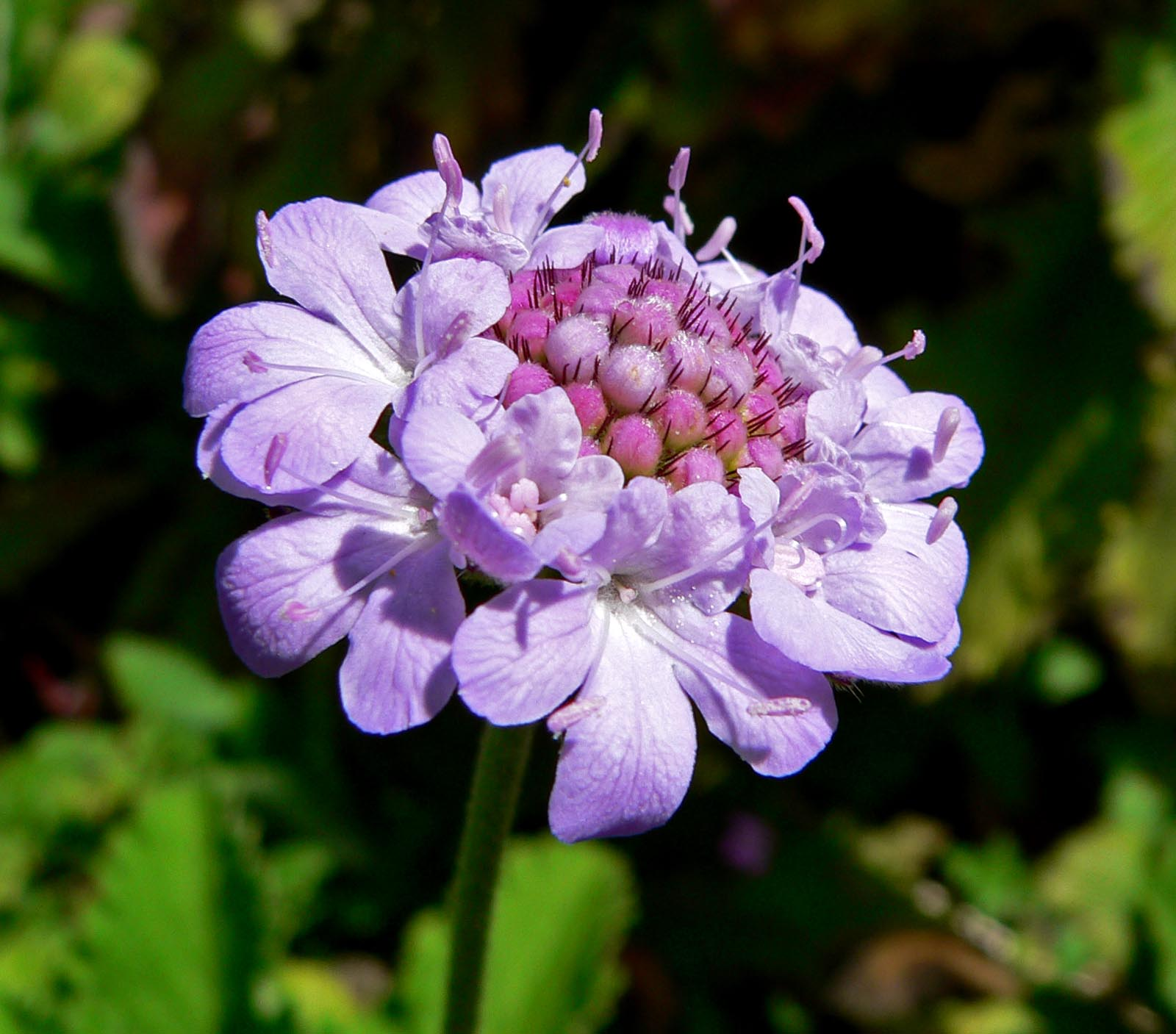
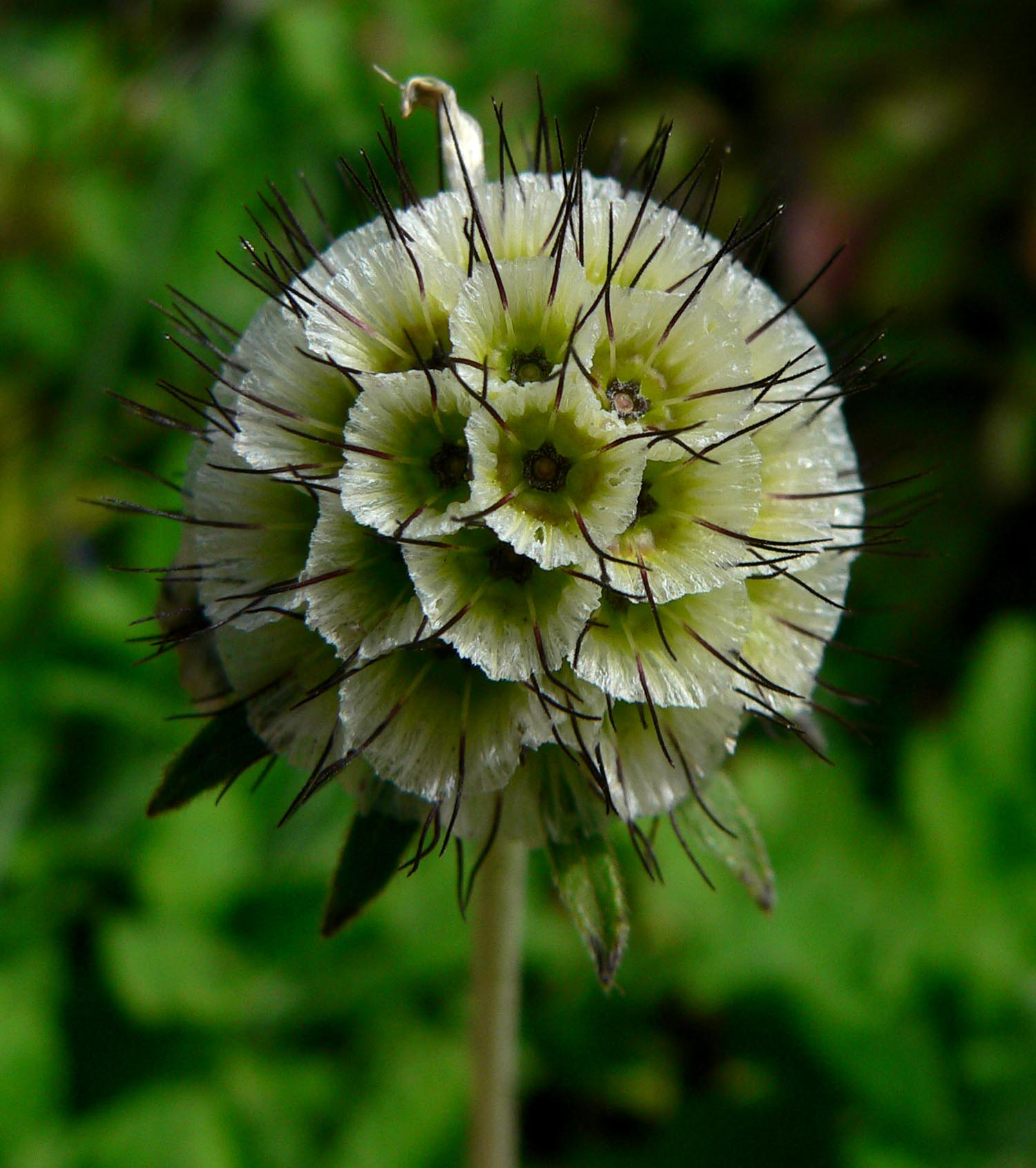
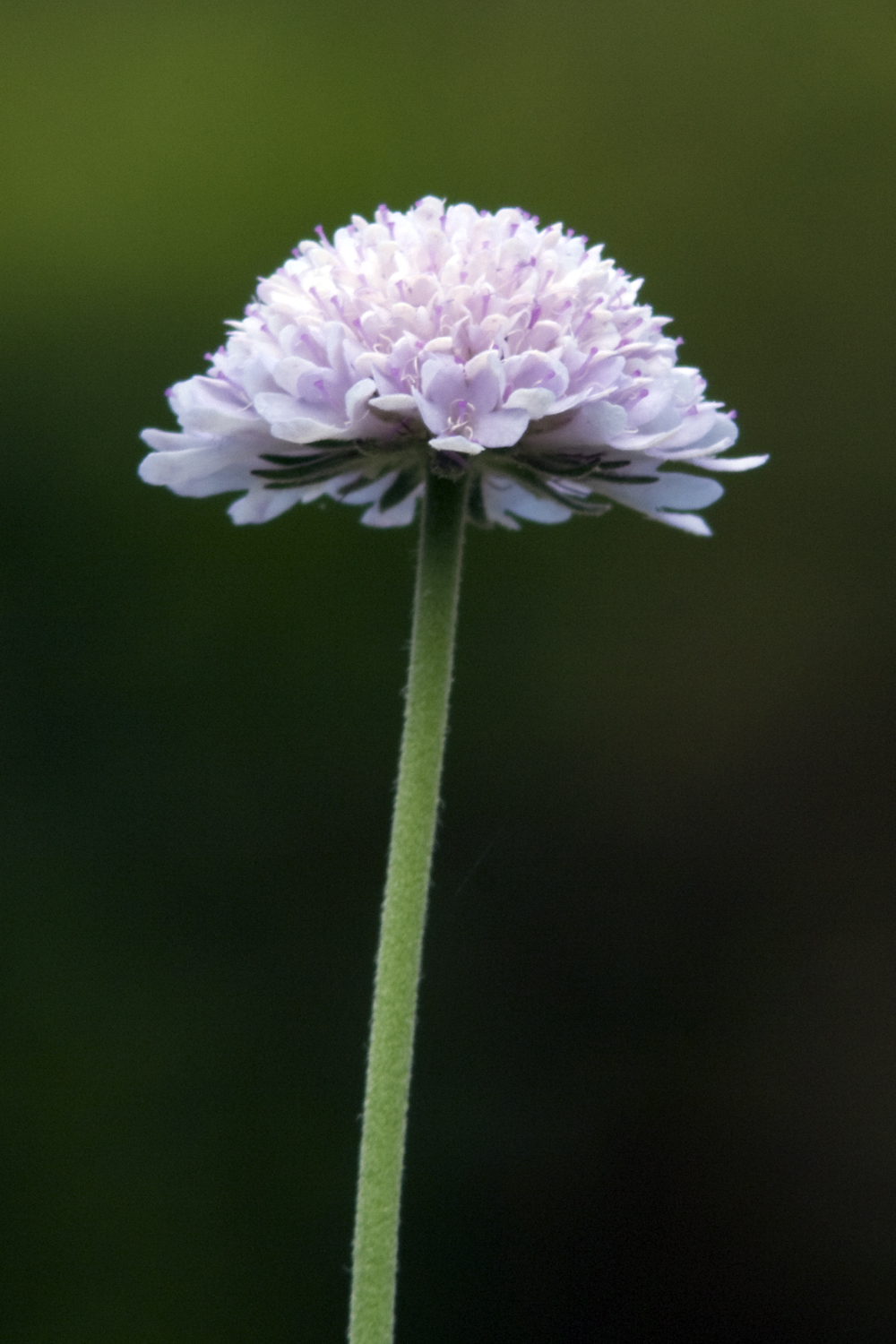
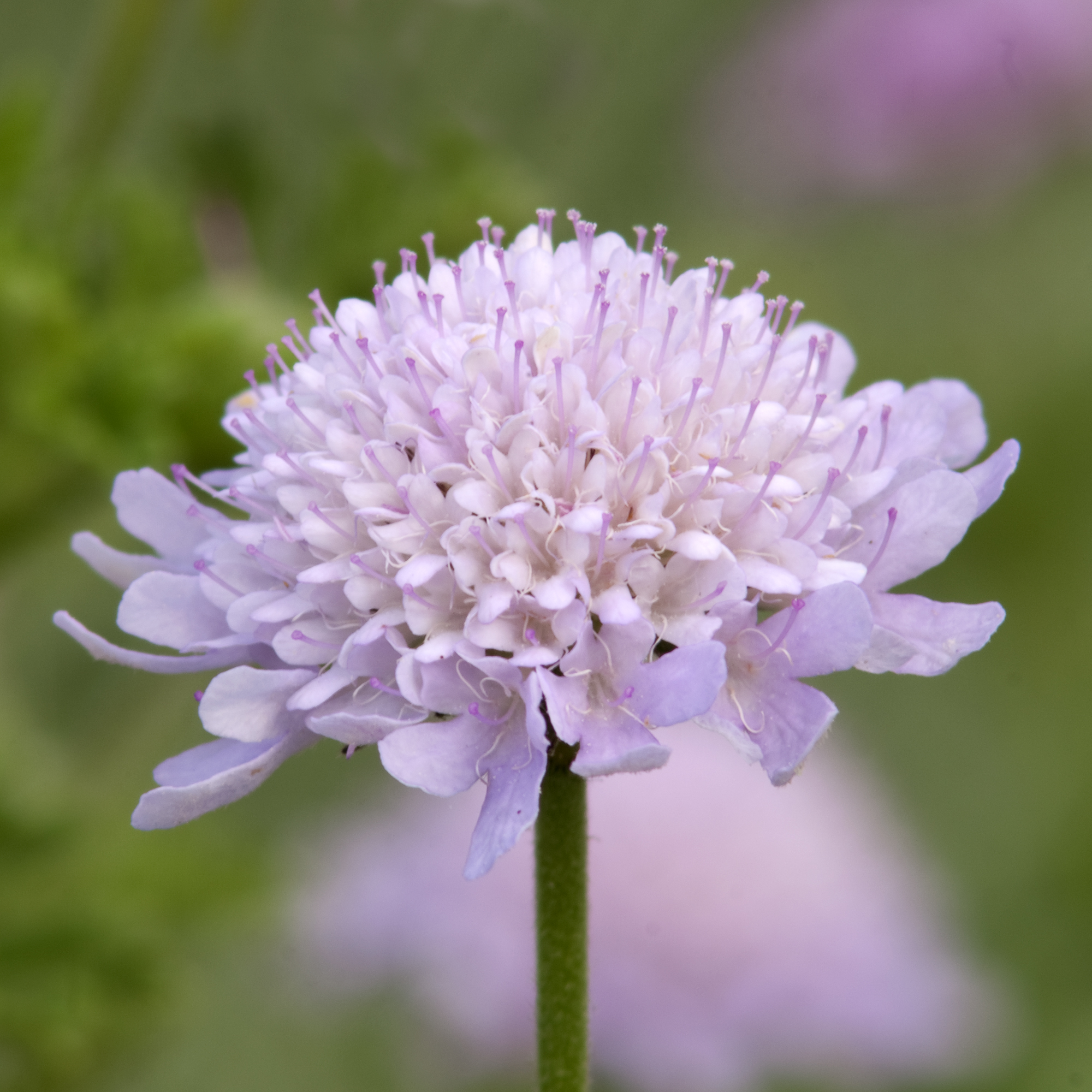
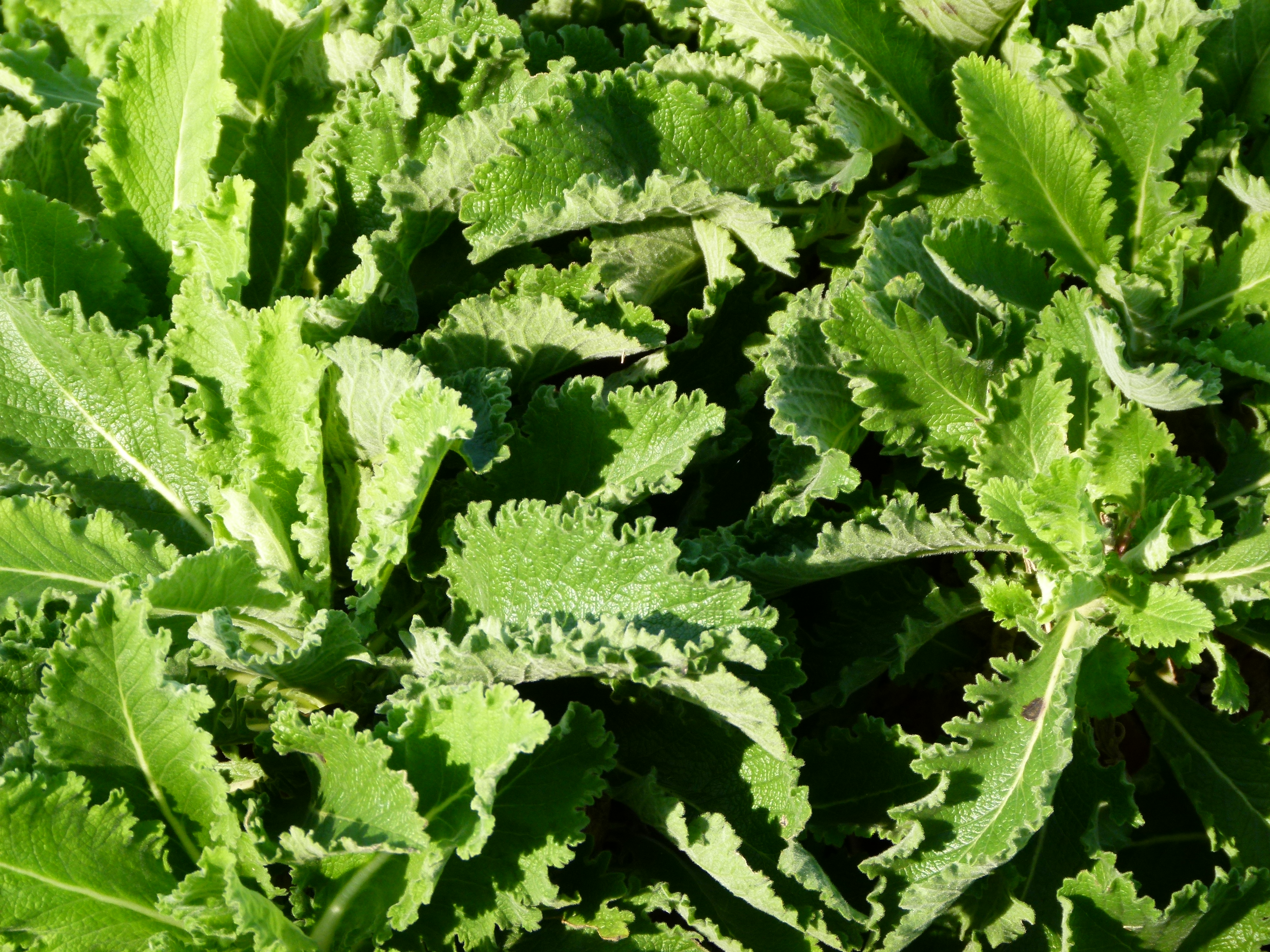